# Елементарна частица
Във физиката на елементарните частици под елементарна частица се разбира частица, за която няма експериментални доказателства за наличието на вътрешна структура, т.е. не е съставена от други, по-малки частици. Елементарните частици са основните градивни единици на материята; от тях са изградени съставните частици, като протоните и неутроните. Стандартният модел във физиката на елементарните частици подрежда многообразието от елементарни частици и обяснява техните свойства и взаимодействия. В стандартния модел елементарните частици се подреждат в три поколения, като всяко поколение съдържа два кварка – горен и долен, и два лептона – единият е електрически зареден, а другият е електронеутрален. Различните типове взаимодействия между фундаменталните частици се осъществяват чрез преносителите на взаимодействия – така наречените калибровъчни бозони.
В стандартния модел има четири калибровъчни бозона, благодарение на които се осъществяват електромагнитното и слабото взаимодействие и още осем глуонни полета, които пренасят силното взаимодействие между кварките.
Атомите са съставени от други, по-малки частици – електрони, протони и неутрони. Протоните и неутроните от своя страна са съставени от още по-малки частици, наричани с общото име кварки. Днес са известни няколкостотин елементарни частици – повече от атомите в периодичната система на елементите. До 70-те години на XX век се е смятало, че един от най-важните въпроси на атомната физика е кои са елементарните частици, с други думи фундаменталните частици – от които са съставени всички други частици в природата и които не са изградени от други, по-малки частици. Днес опитите за единно обяснение на всички частици и явления в микросвета са обединени в т. нар. „теория на всичко“. Една такава теория е например суперструнната теория, но тя все още няма експериментално потвърждение. Днес основната парадигма относно елементарните частици е, че всяка теория като стандартния модел има горна граница на енергиите, при които теорията е валидна. При преминаване към по-високи енергии (което съответства на по-малки разстояния) е нужна нова теория, която може да съдържа нови частици или други обекти, например „струни“. Тази нова теория е подложена на едно много силно ограничение: старата теория трябва да се получи като граничен случай (нискоенергетична граница) на новата теория. Понякога това може да означава, че „старите“ частици са съставни и са изградени от „новите“ такива, но може и „старите“ (нискоенергетичните) частици да съответствуват на „новите“, но да придобиват нови свойства, например ненулева маса. Двете явления се срещат и в стандартния модел, при преход от по-високи енергии към по-ниски. Пример за първото е изграждането на адроните от кварки и глуони, а пример за второто е придобиването на маса от кварките чрез механизма на Хигс или придобиването на маса от адроните.

## Общ преглед. Стандартен модел
В зависимост от своя спин елементарните частици се делят на бозони и фермиони, подчиняващи се съответно на статистиката на Бозе—Айнщайн и статистиката на Ферми—Дирак. Частиците, изграждащи материята, са фермиони (имат полуцял спин). Те са разделени на 12 групи, условно наречени аромати. Частиците, изграждащи фундаменталните полета на взаимодействие, са бозоните (имат цял спин).
Преди създаването на стандартния модел (началото на 70-те години на XX век) елементарните частици са били класифицирани въз основа на масата си.
- лептони (от гр. лептос – малък, лек) – тук влизат например електроните
- мезони (от гр. мезос – среден) – по маса заемат междинно положение
- бариони (от гр. барис – тежък) – протоните и неутроните са част от това семейство

### Основни взаимодействия в стандартния модел
В днешно време елементарните частици се класифицират въз основа на стандартния модел – теория, която систематизира и обяснява всички експериментални наблюдения във физиката на високите енергии и ядрената физика до този миг.
Известни са четири фундаментални взаимодействия (сили) между елементарните частици. Подредени в намаляващ ред, те са: силно, електромагнитно, слабо и гравитационно взаимодействие. Стандартният модел обединява електромагнитното и слабото взаимодействие в едно взаимодействие, наречено електрослабо. Съществуват теории, които разширяват стандартния модел, като обединяват и другите взаимодействия, но тези теории все още не са потвърдени експериментално. Теориите за Великото обединение (началото на 80-те години на XX век) обединяват силното и електрослабото взаимодействие. Суперструнната теория от края на 80-те години на XX век обединява всичките четири взаимодействия. Същото се стреми да направи нейният конкурент – теорията за примкова квантова гравитация (от края на 90-те години на XX век).
- Фермиони:

Кварки — горен кварк, долен кварк, чаровен кварк, странен кварк, топ кварк, дънен кварк
Лептони — електронно неутрино, електрон, мюонно неутрино, мюон, тау-неутрино, тау-лептон
- Бозони:

Калибровъчни бозони – глуон, W и Z бозони, фотон
Други бозони – бозон на Хигс, гравитон
Стандартният модел (СМ) съдържа 12 типа (аромата) елементарни фермиони и техните античастици, както и елементарните бозони, които носят фундаменталните взаимодействия.

### Експериментален и теоретичен статут на стандартния модел
Стандартният модел е подкрепен с огромен експериментален материал. Някои негови предсказания, например аномалният магнитен момент на електрона, са едни от най-точните в човешкото познание. Съвпадението между теория и експеримент в този случай е 10 части на трилион (10-11). Като всяка добра физическа теория, стандартният модел има граници на валидност. Експериментално той е изучен до енергии от около 150 GeV, които съответстват на разстояния около и над 10-20m. Теоретично той би могъл да е валиден до много по-високи енергии (тъй като всички негови взаимодействия са пренормируеми и константите на взаимодействие се изменят само логаритмично с енергията). В крайна сметка съществува енергетичен мащаб, при който дори теоретично стандартният модел престава да бъде валиден и трябва да бъде заместен от друга теория, на която той е нискоенергетична граница. Стандартният модел, както и всяка друга квантова теория на полето, е фундаментално несъвместим с общата теория на относителността (ОТО). Последната обаче може да бъде линеаризирана и в този орязан вариант да бъде квантувана. Тази теория е непренормируема и бързо губи прогностична стойност. Частицата, която пренася гравитационното взаимодействие в тази квантова теория, се нарича гравитон. Той, както и всички останали ефекти на квантовата гравитация, не е наблюдаван експериментално и няма особени надежди това да се случи скоро. Опити да се създаде високоенергетична теория, която включва стандартния модел и пълната квантова версия на ОТО са суперструнната теория и примковата квантова гравитация. Тези теории също страдат от липса на експериментални потвърждения и такива не се очакват в близко бъдеще.
Много от физиците очакват, че скоро (например в експериментите с големия адронен колайдер в ЦЕРН) ще бъде открита физика отвъд стандартния модел. Една от възможностите е за проявяване на суперсиметрия при мащаба на слабите взаимодействия (който е и енергетичният мащаб на експериментите). Точният вид на теорията, която включва тази суперсиметрия, е неизвестен, но е възможно да се формулира някакво суперсиметрично разширение на стандартния модел. То се нарича минимален суперсиметричен стандартен модел (МССМ) и съдържа много повече свободни параметри от стандартния модел. Това не е особен теоретичен проблем, тъй като МССМ не претендира да бъде фундаменатална теория, а само параметризация на очакваните експериментални резултати. Повече от половината от частиците в МССМ не са открити още. Както във всички суперсиметрични теории, в МССМ на всеки бозон съответства суперсиметричен партньор – фермион, чието име завършва на „-ино“ (например фотон – фотино) и на всеки фермион съответства суперсиметричен партньор – бозон, чието име започва със „с-“ (например електрон – селектрон). Един от най-популярните кандидати за състава натъмната материя е масивният суперсиметричен партньор на някой от неутралните бозони в стандартния модел. Тъй като не е известно на кой точно, тази частица се нарича неутралино.

### Фундаментални фермиони
12-те фундаментални фермиона (6 кварка и 6 лептона) са разделени на 3 поколения (по 4 частици във всяко от тях). Заредените лептони имат отрицателен единичен заряд.
| Първо поколение - електрон: e− - електронно неутрино: νe - горен кварк: u - долен кварк: d | Второ поколение - мюон: μ− - мюонно неутрино: νμ - чаровен кварк: c - странен кварк: s | Трето поколение - тау-лептон: τ− - тау-неутрино: ντ - топ (върхов, истинен) кварк: t - дънен (красив) кварк: b |

#### Античастици
На 12-те елементарни фермиона отговарят 12 антифермиона. Трите заредени лептона имат положителен единичен заряд.
| Първо поколение - позитрон: e+ - електронно антинеутрино: {\displaystyle {\bar {\nu }}_{e}} - горен антикварк: {\displaystyle {\bar {u}}} - долен антикварк: {\displaystyle {\bar {d}}} | Второ поколение - положителен мюон: μ+ - мюонно антинеутрино: {\displaystyle {\bar {\nu }}_{\mu }} - очарован антикварк: {\displaystyle {\bar {c}}} - странен антикварк: {\displaystyle {\bar {s}}} | Трето поколение - положителен тау лептон: τ+ - тау антинеутрино: {\displaystyle {\bar {\nu }}_{\tau }} - топ (върхов, истинен) антикварк: {\displaystyle {\bar {t}}} - дънен (красив) антикварк: {\displaystyle {\bar {b}}} |

#### Кварки
Кварките и антикварките не съществуват в свободни състояния поради свойството на силното взаимодействие, наречено удържане (на английски: confinement). Всеки кварк е носител на един от трите цвята на силното взаимодействие (наречени условно „червен“, „зелен“ и „син“), а антикварките носят съответно три антицвята („античервен“, „антизелен“, „антисин“). Цветните частици взаимодействат чрез обмяна на глуони (така както заредените частици взаимодействат чрез обмяна на фотони) – също носители на цветове. Основно свойство на силното взаимодействие с обмен на цветни частици е, че силата му се увеличава с нарастване на разстоянието между частиците (за разлика от електромагнитното взаимодействие, където се наблюдава обратното).
Като свободни частици в природата се наблюдават само безцветни (или бели) състояния, наречени адрони. Безцветна частица би могла да се получи при взаимодействие на кварк и антикварк, носещи определен цвят и съответния му антицвят. Такива структури се наричат мезони. Друг вариант за получаване на безцветна частица е комбинирането на три кварка (или три антикварка), които носят трите различни цвята (или антицвята). Такива структури се наричат бариони (или съответно антибариони). Протонът и неутронът са примери за адрони – бариони. Съществуват и по-екзотични начини за образуване на стабилни безцветни състояния, които обаче все още са експериментално ненаблюдавани – пентакваркът, например, се състои от 4 кварка и 1 антикварк.
Кварките носят дробен електричен заряд ({\displaystyle +{2 \over 3}} или ({\displaystyle -{1 \over 3}}), който не се наблюдава самостоятелно поради конфайнмънта. Структурите, които образуват, имат сумарен целочислен или нулев заряд. Антикварките носят противоположния на съответния кварк заряд ({\displaystyle -{2 \over 3}} или {\displaystyle +{1 \over 3}}).

### Фундаментални бозони
В стандартния модел векторните бозони (със спин 1) (глуоните, фотонът, W и Z бозоните) са преносители на взаимодействията, а скаларният бозон на Хигс (нулев спин) осъществява получаването на маса при частиците.

#### Глуони
Глуоните са носители на силното взаимодействие и носят едновременно цвят и антицвят. Глуоните са безмасови частици, но никога не са наблюдавани експериментално, поради конфайнмънта на силното взаимодействие. Тяхното съществуване е доказано по косвен начин от ражданите от тях адронни струи.

#### Електрослаби бозони
Слабите взаимодействия се пренасят от три масивни калибровъчни бозона – два електрически заредени и един неутрален: W+, W− и Z0. Електромагнитното взаимодействие се пренася от безмасов фотон.

### Допълнителна информация
1. Частиците на взаимодействието имат целочислен спин и са свързани с вътрешни (не пространствено-временни) симетрии на теорията, наречени калибровъчни симетрии. Всички частици с целочислен спин се наричат бозони. Частиците от един и същ вид са неразличими една от друга и могат да се намират в едно и също квантово състояние.
  - Носителят на електромагнитното взаимодействие е фотонът γ, който е безмасов и има спин 1.
  - Носителите на слабото взаимодействие са W+, W- и Z0 бозоните с маси съответно 80,4 и 91,2 GeV и спин 1. Тези частици са нестабилни и се разпадат.
  - Носителите на силното взаимодействие са безмасовите глуони g, които имат спин 1, но те както и кварките, споменати по-долу имат „цветен“ заряд и поради явленията удържане и асимптотична свобода съществуват като свободни частици само на малки разстояния от други цветни заряди, докато всеки опит, цветен заряд да се отдели на голямо разстояние води до образуването на цветно-неутрален адрон. Съществуват 8 глуона и 8 антиглуона.
  - Носителят на гравитационното взаимодействие е безмасовия гравитон G със спин 2, но поради изключително слабото им взаимодействие с останалите частици, гравитоните не са наблюдавани експериментално и гравитационните взаимодействия не са включени в стандартния модел. За разлика от гравитоните, касически гравитационни вълни се очаква да бъдат наблюдавани в най-близко бъдеще чрез детектори на гравитационни вълни, като новопостроеният LIGO.
2. Частиците на материята имат спин 1/2 и се наричат фермиони. Това означава, че частиците от един и същ вид са неразличими една от друга, но не могат да се намират в едно и също квантово състояние. Частиците на материята се разделят по два признака: „аромат“ и поколение. Освен това за всяка една от тези частици съществува античастица, която има същата маса и спин, но противоположен електрически заряд и други квантови числа.
  - Всяко поколение съдържа следните аромати:
    - Двойка лептони (частици, неучастващи в силните взаимодействия). Първият лептон има отрицателен заряд, а вторият е неутрален и се нарича неутрино. Беше открито, че неутринотата не са безмасови, а имат изключително малка маса (от порядъка на 10-12 GeV). Зареденият лептон от първото поколение е електронът с маса 0,000511 GeV. Антиелектронът е по-популярен под името позитрон.
    - Двойка кварки, първият с електрически заряд 1/3, а вторият -2/3 от този на протона. Кварките от първото поколение се наричат горен (u, с маса около 0,005 GeV) и долен (d, с маса около 0,007 GeV)
    - Всяка двойка кварки се среща в три варианта, наречени „цветове“ – син, червен и зелен. Те са аналогът на електрическия заряд при силните взаимодействия. За разлика от електрическия заряд, който е два вида (положителен или отрицателен), цветният заряд е 6 вида (3 цвята и 3 антицвята). Наименованията цвят и аромат са съвсем условни и нямат нищо общо с обикновените понятия за цвят и аромат. Думата цвят е избрана по аналогия с физиологичната теория за цвета.

  - Съществуват само 3 поколения частици и това е доказано експериментално. Лептоните от второто поколение са мюонът (µ) и мюонното неутрино (νμ). Съответните кварки се наричат очарован (c) и странен (s). Лептоните от третото поколение са тау-лептонът (τ) и тау-неутриното (ντ). Съответните кварки се наричат топ (t) и дънен (b). Частиците от второто и третото поколение са нестабилни и се разпадат на други по-леки частици измежду изброените по-горе. Най-тежката от частиците на материята е t-кваркът, който има маса около 170 GeV и най-кратък живот.
3. Третият вид частици са тези, които дават маса на останалите. Поради важни симетрии, теорията изисква всички частици да са първоначално безмасови. Масата се появява чрез специфичен вариант на спонтанно нарушение на симетрията, наречен механизъм на Хигс. Тези частици имат спин 0 и са бозони. Единствената такава частица в стандартния модел и единствената, която все още не е открита, е бозонът на Хигс (H). Неговата маса е вече определена в ясни граници – между 150 и 300 GeV. Очаква се той да бъде открит в европейския ускорител LHC, след пускането му през 2007 г. Ако той не бъде открит, това ще доведе до криза в стандартния модел. В LHC се очаква да бъдат открити и първите суперсиметрични частици, което ще доведе до разширяване на стандартния модел.